# Xanthoparmelia luminosa
Xanthoparmelia luminosa är en lavart som först beskrevs av Elix, och fick sitt nu gällande namn av Hale. Xanthoparmelia luminosa ingår i släktet Xanthoparmelia och familjen Parmeliaceae.   Inga underarter finns listade i Catalogue of Life.